# Guayaquilspecht
De guayaquilspecht (Campephilus gayaquilensis) is een vogel uit de familie Picidae (Spechten).

## Verspreiding en leefgebied
Deze soort komt voor van zuidwestelijk Colombia tot noordwestelijk Peru.

## Status
De grootte van de populatie wordt geschat op 25.000-150.000 volwassen vogels. Op de Rode lijst van de IUCN heeft deze soort de status niet bedreigd.